# El Organal
El Organal är en ort i Mexiko.   Den ligger i kommunen Ixcamilpa de Guerrero och delstaten Puebla, i den sydöstra delen av landet, 160 km söder om huvudstaden Mexico City. El Organal ligger 715 meter över havet och antalet invånare är 269.
Terrängen runt El Organal är huvudsakligen kuperad. El Organal ligger nere i en dal. Runt El Organal är det ganska glesbefolkat, med 28 invånare per kvadratkilometer. Närmaste större samhälle är Ixcamilpa, 1,4 km norr om El Organal. Omgivningarna runt El Organal är huvudsakligen savann.